# Ewa Michnik
Ewa Barbara Michnik-Szynalska (ur. 15 lutego 1943 w Bochni) – polska dyrygent, wieloletnia dyrektor Opery Krakowskiej i Opery Wrocławskiej, profesor sztuk muzycznych.

## Życiorys
W 1972 została absolwentką Państwowej Wyższej Szkoły Muzycznej w Krakowie. Studiowała teorię muzyki, dyrygenturę i wychowanie muzyczne. Od 1972 do 1978 była dyrygentem w Filharmonii Zielonogórskiej. W latach 1981–1995 pełniła funkcję dyrektora naczelnego i artystycznego Opery Krakowskiej, w 1995 objęła tożsame stanowisko w Operze Wrocławskiej, które zajmowała do 2016. Od 1997 do 2002 była także dyrektorem artystycznym Międzynarodowego Festiwalu Oratoryjno-Kantatowego Wratislavia Cantans.
W 2000 otrzymała tytuł naukowy profesora. Została wykładowczynią w Instytucie Dyrygentury Chóralnej i Edukacji Muzycznej Akademii Muzycznej w Krakowie, a także kuratorem ds. opery podczas przygotowań Wrocławia do obchodów Europejskiej Stolicy Kultury 2016.
Występowała gościnnie z różnymi orkiestrami zagranicznymi. W ramach Opery Wrocławskiej zrealizowała takie widowiska jak Aida, Nabucco, Trubadur, Carmen, Carmina burana czy Straszny dwór. W latach 2001–2007 poprowadziła także około 200 przedstawień operowych wystawianych poza granicami kraju.

## Odznaczenia i wyróżnienia
Odznaczona Krzyżem Oficerskim (2001), Komandorskim (2010) i Komandorskim z Gwiazdą (2016) Orderu Odrodzenia Polski. W 2007 otrzymała nadany przez Prezydenta Republiki Federalnej Niemiec Krzyż Zasługi na Wstędze Orderu Zasługi Republiki Federalnej Niemiec.
Wyróżniona także m.in. Złotym Medalem „Zasłużony Kulturze Gloria Artis” (2005), Złotym Fryderykiem (2008) oraz Srebrną Odznaką Honorową Wrocławia (2016). Członkini honorowa Polskiego Stowarzyszenia Pedagogów Śpiewu.